# برونو آرمیرای
برونو آرمیرای (فرانسوی: Bruno Armirail‎؛ زادهٔ ۱۱ آوریل ۱۹۹۴ ‏(۳۰ سال)) دوچرخه‌سوار اهل فرانسه است.
از باشگاه‌هایی که در آن رکاب زده‌است می‌توان به تیم دوچرخه‌سواری آرمی دو تر و تیم دوچرخه‌سواری اف‌دی‌جی اشاره کرد.